# Birger Haglund
Birger Ragnvald Haglund, född 26 november 1918 i Sveg i Härjedalen, död 1 januari 2006 i Fleringe på Gotland, var en svensk silversmed och konsthantverkare.
Haglund växte upp i Arboga dit hans familj flyttade på 1920-talet. Han utbildade sig till guldsmed i Köping 1934–1936 och arbetade därefter som guldsmed i Kristianstad 1937 innan han blev anställd av Erik Fleming vid Atelier Borgila där han arbetade 1938–1941. Vid Borgila var det en tuff konkurrens i ateljén och det lärde honom att inte tveka inför tekniska svårigheter och han lärde sig yrket till perfektion. Han var anställd vid Juvelfabriken i Stockholm 1941–1943 och öppnade sin egen ateljé i Stockholm 1944. Han emigrerade till Sydafrika i slutet av 1940-talet och öppnade en ateljé i Johannesburg men återvände till Sverige 1952 och grundade ett företag i Stockholm som arbetade med smycken, silverkorpus och sakralt silver.
På 1970-talet, då svensk hantverkskonst låg i träda, for han och hans hustru till Kabul i Afghanistan för Sidas räkning för att studera afghanskt konsthantverk 1971–1972. Han var på uppdrag för FN på Bonaire i Västindien för att studera konsthantverk 1973–1976 varefter han återvände till Sverige och etablerade en ny ateljé i Stockholm 1976 som senare flyttades till Gotland 1980. Under 1982 var han FN-rådgivare i Colombo och på Sri Lanka. Separat ställde han ut i Johannesburg 1948, Göteborg och ett flertal gånger i Stockholm. Han medverkade i ett flertal internationella utställningar, samt samlingsutställningar över hela världen, bland annat i New York och Tokyo. Bland hans offentliga arbeten märks sakralt silver för ett trettiotal kyrkor, bland annat Dalarö kyrka, Växjö domkyrka och Vantörs kyrka i Stockholm. Han tilldelades Prins Eugen-medaljen 1984 och ett flertal stipendium. Hans konst består av sakralt silver och silversmycken samt enkla bruksföremål. Han var från 1974 gift med keramikern Lis Husberg.
Haglund är representerad vid Nationalmuseum, Gävle museum, Nordiska museet, Röhsska museet  och Victoria and Albert Museum. Han är gravsatt i minneslunden på Fleringe kyrkogård.